# KK Partizan Belgrad

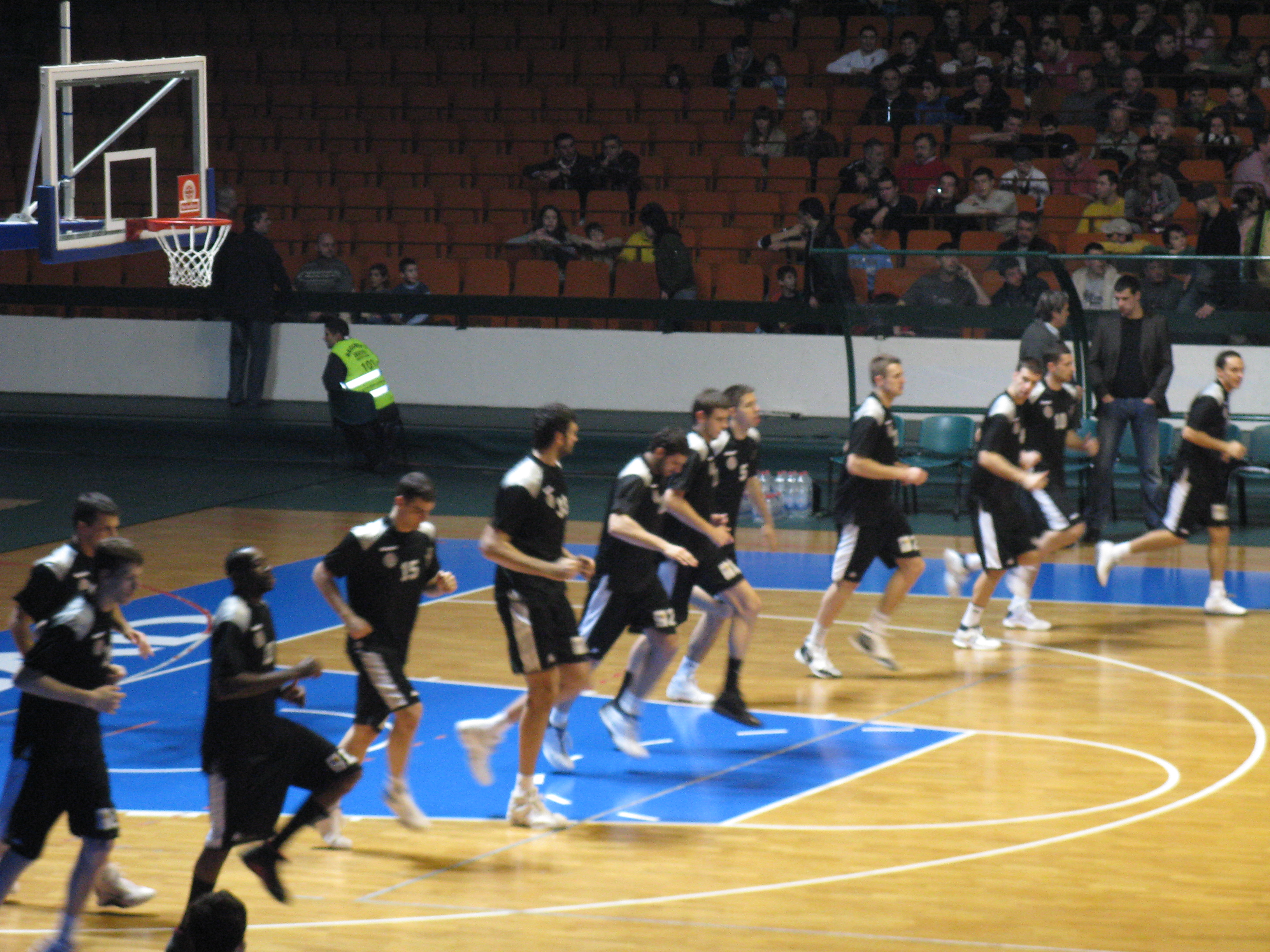
Rozgrzewka koszykarzy Partizanu przed meczem w sezonie 2008/09

Košarkaški klub Partizan Belgrad, serb. Кошаркашки клуб Партизан - koszykarska sekcja klubu założonego w 1945 roku.

## Historia
KK Partizan Belgrad jest najbardziej utytułowanym klubem z Serbii i dawnej Jugosławii. Przez ponad sześć dekad istnienia klub może poszczycić się ponad 40 różnymi trofeami.
Zespół z Belgradu zdobył szesnaście tytułów mistrzowskich, z czego ostatnie osiem już po rozpadzie Jugosławii w lidze Serbii i Czarnogóry oraz Serbii. Oprócz tego zespół wzniósł dziesięciokrotnie puchar kraju im. Radivoja Koracia (na wzór chorwackiego pucharu im. Krešimira Ćosicia - jednej z legend chorwackiej koszykówki) i trzykrotnie wygrał Ligę Adriatycką - 2007-2009.
Największym sukcesem klubu jest jednak zwycięstwo w najwyższych rozgrywkach w Europie - Eurolidze. Partizan okazał się najlepszy w Final Four rozegranym w Stambule w 1992 roku. Wcześniej ćwierćfinał z Knorrem Bolonia, który miał rozegrać u siebie, musiał zagrać na neutralnym gruncie. FIBA podjęła taką decyzję związku z wybuchem wojny na Bałkanach. Rok później Partizan nie mógł obronić tytułu najlepszej drużyny w Europie z powodu sankcji nałożonych przez ONZ.
KK Partizan narodził się jako najbardziej znana marka koszykówki w Europie i na świecie reprezentująca Serbię. Klub ten wyszkolił sporą część koszykarzy, którzy grali potem na europejskich i światowych parkietach koszykarskich, przywdziewali barwy narodowe i walczyli o medale na imprezach międzynarodowych.

## Skład w Eurolidze 1992
4 Aleksandar Đorđević
5 Predrag Danilović (MVP)
6 Nikola Lončar
7 Igor Perović
8 Zoran Stevanović
9 Igor Mihajlovski
10 Dragiša Šarić
11 Željko Rebrača
12 Mladan Silobad
13 Slaviša Koprivica
14 Vladimir Dragutinović
15 Ivo Nakić
trener Željko Obradović

## Znani zawodnicy
| - Vlade Divac - Predrag Danilović - Aleksandar Đorđević - Dejan Koturović - Nenad Krstić - Žarko Paspalj - Kosta Perović - Željko Rebrača - Milt Palacio - Ratko Varda - Stephane Lasme - Gerald Brown - Predrag Drobnjak - Slavko Vraneš - Vonteego Cummings | - Željko Obradović - Dražen Dalipagić - Haris Brkić - Miroslav Berić - Dragan Lukovski - Dejan Tomašević - Miloš Vujanić - Uroš Tripković - Milenko Tepić - Nikola Lončar - Dejan Milojević - Vule Avdalović - Miroslav Radošević - Dušan Kecman - Blagota Sekulić | - Vlado Ilievski - Đuro Ostojić - Nikola Peković - Vlado Šćepanović - Semih Erden - Fred House |

## Znani trenerzy
- Aleksandar Nikolić,
- Ranko Žeravica,
- Dušan Ivković,
- Željko Obradović,
- Dušan Vujošević.